# کاروان‌سرای گوشه شهنشاه
کاروان‌سرای گوشه شهنشاه یکی از آثار به جای مانده از دوره صفویان در ۲۰ کیلومتری غرب شهر خرم‌آباد و در روستائی به همین نام قرار دارد. این کاروان‌سرا در کنار مقبره شجاع‌الدین خورشید از امرای اتابکان لر کوچک قرار گرفته و به همین دلیل به شاهنشاه نام‌گذاری شده‌است.

## ساختمان
ساختمان این کاروان‌سرا دارای ۱۵ اتاق و صحنی به اندازه ۳۰۰ مترمربع است. کل ساختمان به بخش تقسیم شده که بخش پشت کاروان‌سرا محل نگهداری چهارپایان و بخش جلو که از اتاق‌های ۹ مترمربعی تشکیل شده‌است محل استراحت مسافران بوده‌است. این بنا به شماره ۱۹۲۱ و در تاریخ ۱۶ شهریور ۱۳۷۶ در فهرست آثار ملی ایران به ثبت رسیده‌است.